# Hemimycena crispata
Hemimycena crispata es una especie de hongo basidiomiceto de la familia Mycenaceae, del orden  Agaricales.

## Sinónimos
- Delicatula crispata (Kühner & Romagn. 1953)
- Helotium crispatum (Redhead 1982)
- Marasmiellus crispatus (Singer 1951)
- Mycena crispata (Kühner 1938)